# كيش للطيران الرحلة 7170
رحلة طيران كيش رقم 7170 كانت رحلة ركاب دولية مجدولة من جزيرة كيش في إيران إلى الشارقة، الإمارات العربية المتحدة، تديرها شركة الطيران الإيرانية كيش إير. في 10 فبراير 2004، فقد الطيار السيطرة على الطائرة وهي من طراز فوكر 50 وتحطمت على التضاريس أثناء اقترابها من مطار الشارقة الدولي. قُتل ما مجموعه 43 من أصل 46 شخصًا كانوا على متن الطائرة في الحادث، مما جعلها الكارثة الجوية الأكثر دموية التي تشمل طائرة فوكر 50.
خلصت تحقيقات الهيئة العامة للطيران المدني في الإمارات إلى أن الحادث نتج بشكل رئيسي عن خطأ الطيار. طلب قبطان الرحلة فجأة من الضابط الأول أن يبدأ بالهبوط. تفاجأ هذا الضابط الأول غير المستعد، مما جعله يشعر بالتوتر وأدى في النهاية إلى اقتراب الطائرة من المطار على ارتفاع عالٍ. في محاولة لتصحيح الوضع، تولى القبطان زمام الأمور وقرر تقليل قوة الدفع حتى يصل إلى النطاق الأرضي لتقليل ارتفاعه بسرعة. لكنه تسبب بطريق الخطأ في تشغيل قوة الدفع بالإتجاه العكسي، مما تسبب في النهاية في تحطم الطائرة.
تحطمت الرحلة 7170 بطريقة مماثلة مع رحلة لوكس إير 9642، وهو حادث آخر يتعلق بطائرة فوكر إف 50 التي تحطمت قبل عامين فقط في لوكسمبورغ. أدى تحطم الرحلة 9642 إلى التوصية الإلزامية لكل مشغلي طائرة فوكر إف 50 بإرسال طائراتهم مرة أخرى إلى الشركة المصنعة لتعديلها. أدى التشابه بين الكارثتين إلى نداءات عاجلة للمشغلين غير الممتثلين لتحديث طائراتهم من طراز فوكر إف 50 على الفور للحصول على التصميم المحدث.

## الطائرة
الطائرة المنكوبة كانت من طراز فوكر 50 مسجلة بالحروف EP-LCA. طارت لأول مرة في 25 يناير 1993 عندما كانت تابعة لشركة لوفتانسا سيتيلاين تحت رقم التسجيل D-AFFJ، ثم استخدمت من قبل شركة نوسترم للطيران تحت رقم التسجيل EC-GKU قبل أن تسلم إلى كيش للطيران في 1 مارس 2002.

## الرحلة
غادرت الرحلة 7170 مطار كيش مع 40 راكباً و 6 من الطاقم على متنها متجهة إلى مطار الشارقة الدولي وعند الهبوط النهائي على المدرج رقم 12 فقد الطيار السيطرة على الطائرة وتسبب ذلك بتحطمها في مساحة خالية بالقرب من منطقة سكنية تبعد عن نهاية المدرج 4.8 كيلومتر، توفي جميع أفراد الطاقم ونجا 3 ركاب من أصل 40 راكب.
منذ عام 2013 يعتبر هذا الحادث أسوأ حادث متعلق بطائرة من طراز فوكر 50.

## التحقيق
شاهد طياران كانوا بانتظار خلو المدرج 12 معظم أحداث التحطم وابلغو المحققين أن الطائرة كانت تهبط بشكل طبيعي ثم تم إنزال مقدمة الطائرة 60 درجة وتوجهها إلى اليسار، وكشف الشهود للمحققين استحالة وجود فشل في هيكل الطائرة.
تم التحقيق من قبل الهيئة العامة للطيران المدني بدولة الإمارات العربية المتحدة ونتيجة التحقيق كانت ان فريق القيادة في الطائرة استخدموا أنظمة الدفع العكسي والطائرة ما تزال في الجو مما أدى ذلك إلى فقدان السيطرة وتحطم الطائرة.[بحاجة لمصدر]

## الركاب
| الجنسية  | الضحايا | الضحايا | الناجون | المجموع |
| الجنسية  | الركاب  | الطاقم  | الناجون | المجموع |
| -------- | ------- | ------- | ------- | ------- |
| الجزائر  | 2       | 0       | 0       | 2       |
| بنغلادش  | 1       | 0       | 0       | 1       |
| كاميرون  | 1       | 0       | 0       | 1       |
| مصر      | 3       | 0       | 1       | 4       |
| الإمارات | 1       | 0       | 0       | 1       |
| الفلبين  | 1       | 0       | 1       | 2       |
| الهند    | 13      | 0       | 0       | 13      |
| إيران    | 11      | 6       | 1       | 18      |
| نيبال    | 1       | 0       | 0       | 1       |
| نيجيريا  | 1       | 0       | 0       | 1       |
| السودان  | 1       | 0       | 0       | 1       |
| سوريا    | 1       | 0       | 0       | 1       |
| المجموع  | 37      | 6       | 3       | 46      |

## روابط خارجية
- Final report( نسخة محفوظة 4 نوفمبر 2016 على موقع واي باك مشين.) - الهيئة العامة للطيران المدني بدولة الإمارات العربية المتحدة (بالإنجليزية)